# 攻蛋

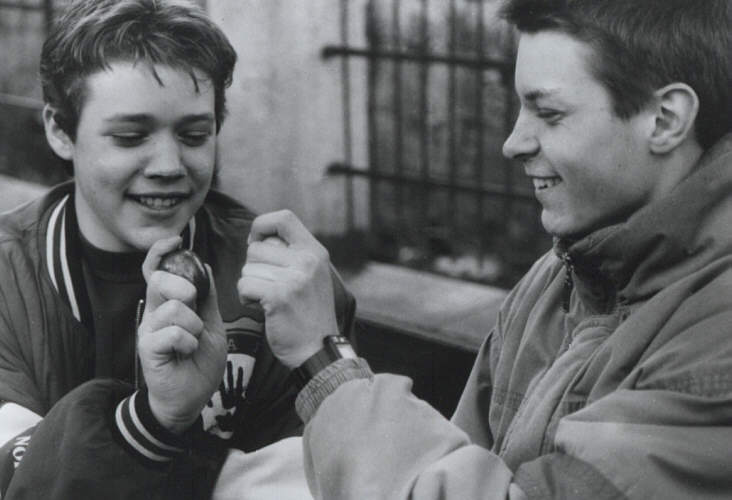
兩位男孩在攻蛋

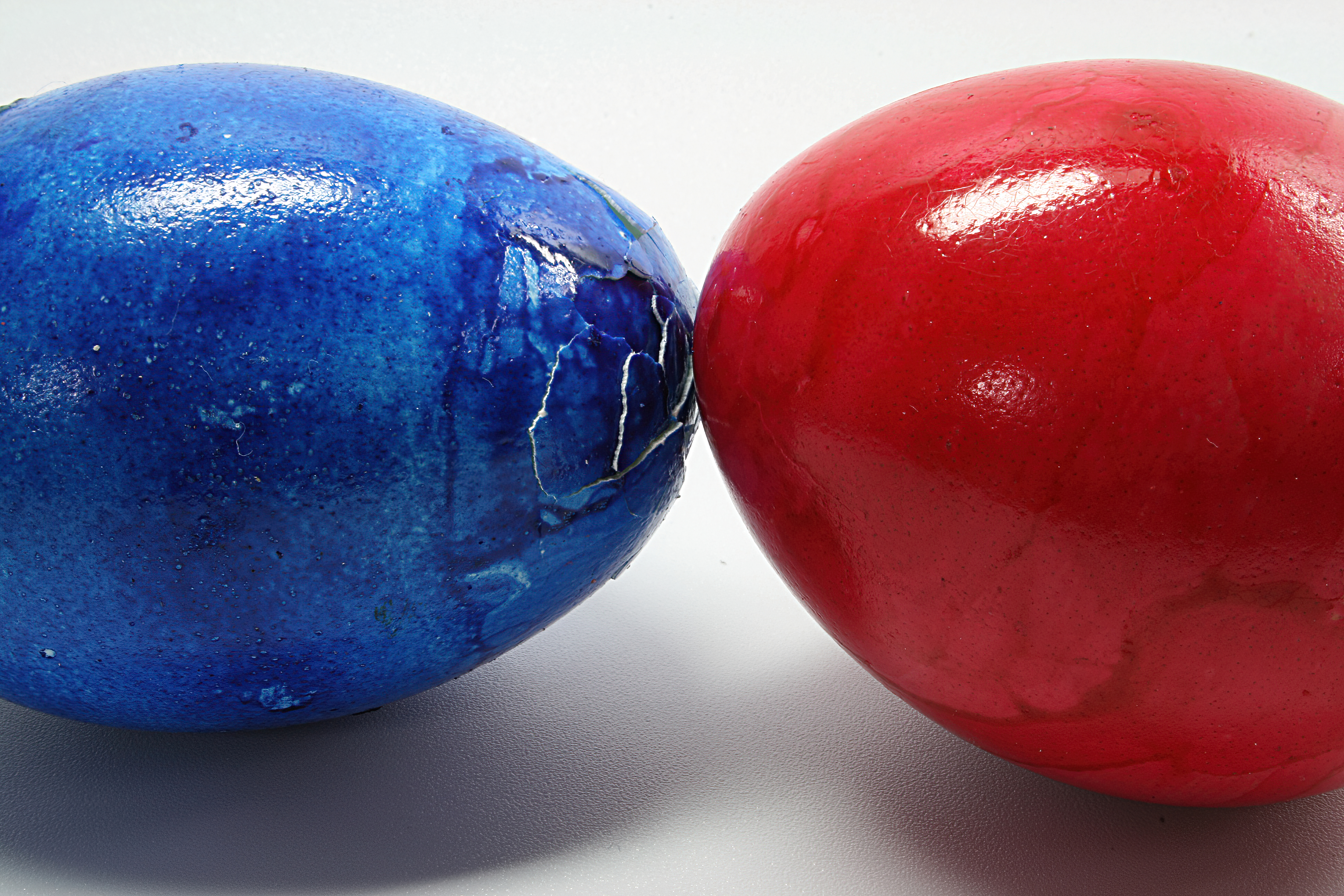
紅蛋獲勝

攻蛋（Egg tapping 或者 Egg fight），也可稱作敲蛋（Egg knocking）、碰蛋、擊蛋（Egg boxing）、摘蛋（Egg picking）、刺蛋（Egg jarping），是一種既傳統又簡單的遊戲，在英國民間傳統中，常被稱為具有「鐐銬、刺激、傾倒」性質的遊戲。
遊戲規則很簡單，每一位拿著一顆煮熟的蛋，而且敲打並打破另一位參與者（不包含自己）的雞蛋。它與其他任何遊戲一樣，一直是作弊的主題；雞蛋與水泥、雪花石膏曾經被報導過，就連大理石的核心也是如此。

## 歷史
蛋象徵著「重生」，被早期的基督徒所採納並作為耶穌在復活節中象徵著「復活」。
在中世紀時期，攻蛋被歐洲人實行，在14世紀被薩格勒布提到關於復活節的方法起了重要的作用。民俗學的研究參考了15世紀早期的波蘭。
在北美，英國囚犯托馬斯·安伯里於1781年美國獨立戰爭期間在馬里蘭的弗雷德里克鎮之戰中觀察到攻蛋，而當地的習俗是採用墨水樹，或血木之被染色的蛋給他們一種深紅色的顏色，正如安伯里觀察到的一樣，給他們一股「龐大的力量」。托馬斯·安伯里過去是一名年輕的英國官員，在美國革命期間作為戰俘廣泛地遊行。1781年7月11日，當時安伯里在附近的弗雷德里克鎮注意到正在流行的採蛋習俗。